# Opilius Aurelius
Opilius Aurelius (Kr. e. 2. század – Kr. e. 1. század) görög író
Rabszolga volt, felszabadítása után a filozófiát és a grammatikát tanította Rómában Kr. e. 90 körül, később Szmürnába ment. Munkái elvesztek, gyakran idézik közülük a „Musaei” című 9 könyvét. Suetonius tesz említést róla a grammatikusokról írott munkájában.